# Perr Schuurs
Perr Schuurs, född 26 november 1999, är en nederländsk fotbollsspelare som spelar för Torino.

## Karriär

### Fortuna Sittard
Schuurs debuterade för Fortuna Sittard i Eerste Divisie den 14 oktober 2016 i en 2–0-vinst över VVV-Venlo, där han blev inbytt i den 90:e minuten mot Okan Kurt. Inför säsongen 2017/2018 blev Schuurs, som 17-åring, utsedd till lagkapten i Fortuna Sittard.

### AFC Ajax
I december 2017 värvades Schuurs av Ajax, där han skrev på ett 4,5-årskontrakt. Han lånades dock direkt tillbaka till Fortuna Sittard över resten av säsongen 2017/2018. Den 7 oktober 2018 gjorde Schuurs sin Eredivisie-debut i en 5–0-vinst över AZ Alkmaar, där han blev inbytt i den 81:a minuten mot Maximilian Wöber.

### Torino
Den 18 augusti 2022 värvades Schuurs av italienska Serie A-klubben Torino.